# Scorteccia termitarum
Scorteccia termitarum is een spinnensoort uit de familie van de loopspinnen (Corinnidae).
De wetenschappelijke naam van de soort werd in 1936 gepubliceerd door Lodovico di Caporiacco.